# John Kapelos
John Kapelos, född 8 mars 1956 i London i Ontario, är en kanadensisk skådespelare.
Kapelos karriär börja på 1980-talet och när han fick biroll i Breakfast Club (1985) så slog han igenom. Han hade biroll i flera andra Brat Pack-filmer som Jonathans frestelse (1983), Födelsedagen (1984) och Drömtjejen (1985).
Kapelos hade biroller i tv-serier som Miami Vice, Desperate Housewives, Queer as Folk, Arkiv X, Seinfeld, Cityakuten och Boston Legal.

## Filmografi i urval
- 1982 – Tootsie
- 1983 – Jonathans frestelse
- 1984 – Födelsedagen
- 1985 – Breakfast Club
- 1985 – Drömtjejen
- 1987 – Roxanne
- 1996 – Den onda cirkeln
- 2001 – Legally Blonde